# 25513 Weseley
25513 Weseley este un asteroid din centura principală de asteroizi.

## Descriere
25513 Weseley este un asteroid din centura principală de asteroizi. A fost descoperit pe 7 decembrie 1999 la Socorro, New Mexico, în cadrul proiectului LINEAR. Asteroidul prezintă o orbită caracterizată de o semiaxă mare de 2,24 ua, o excentricitate de 0,05 și o înclinație de 5,1° în raport cu ecliptica.